# Magdalena Chichicaspa
Magdalena Chichicaspa är en mindre stad i Mexiko, tillhörande kommunen Huixquilucan i delstaten Mexiko. Magdalena Chichicaspa ligger i den centrala delen av landet och tillhör Mexico Citys storstadsområde. Staden hade 12 193 invånare vid folkmätningen 2010 och är kommunens tredje största ort. I staden finns stadsdelarna El Escobal, La Manzana, Juquilita och Santa Cruz. 